# Primera División de México (1983/1984)
Rozgrywki 1983/1984 były 82. sezonem w historii ligi meksykańskiej, a 42. sezonem w historii profesjonalnej ligi meksykańskiej. Tytułu mistrzowskiego broniła Puebla.

## Faza grupowa

### Grupa 1
| Lp. | Klub              | M  | Z  | R  | P  | B+ | B- | Pkt. | Uwagi        |
| --- | ----------------- | -- | -- | -- | -- | -- | -- | ---- | ------------ |
| 1   | Club América      | 38 | 18 | 15 | 5  | 54 | 30 | 51   | Ćwierćfinały |
| 2   | CF Monterrey      | 38 | 14 | 11 | 13 | 54 | 48 | 39   | Ćwierćfinały |
| 3   | Necaxa            | 38 | 10 | 12 | 16 | 60 | 73 | 32   |              |
| 4   | Club Atlas        | 38 | 9  | 14 | 15 | 53 | 74 | 32   |              |
| 5   | Atlético Potosino | 38 | 9  | 12 | 17 | 30 | 55 | 30   |              |

### Grupa 2
| Lp. | Klub                | M  | Z  | R  | P  | B+ | B- | Pkt. | Uwagi        |
| --- | ------------------- | -- | -- | -- | -- | -- | -- | ---- | ------------ |
| 1   | Atlante FC          | 38 | 17 | 13 | 8  | 61 | 43 | 47   | Ćwierćfinały |
| 2   | Guadalajara         | 38 | 15 | 16 | 7  | 56 | 40 | 46   | Ćwierćfinały |
| 3   | Toros Neza          | 38 | 12 | 16 | 10 | 62 | 54 | 40   |              |
| 4   | Deportivo Toluca    | 38 | 14 | 10 | 14 | 57 | 56 | 38   |              |
| 5   | Unión de Curtidores | 38 | 6  | 7  | 25 | 35 | 66 | 19   | Spadek       |

### Grupa 3
| Lp. | Klub              | M  | Z  | R  | P  | B+ | B- | Pkt. | Uwagi        |
| --- | ----------------- | -- | -- | -- | -- | -- | -- | ---- | ------------ |
| 1   | Pumas UNAM        | 38 | 17 | 14 | 7  | 65 | 40 | 48   | Ćwierćfinały |
| 2   | Estudiantes Tecos | 38 | 16 | 13 | 9  | 60 | 45 | 45   | Ćwierćfinały |
| 3   | Tampico Madero FC | 38 | 16 | 9  | 13 | 64 | 61 | 41   |              |
| 4   | Monarcas Morelia  | 38 | 14 | 11 | 13 | 63 | 55 | 39   |              |
| 5   | Puebla FC         | 38 | 12 | 10 | 16 | 52 | 57 | 34   |              |

### Grupa 4
| Lp. | Klub              | M  | Z  | R  | P  | B+ | B- | Pkt. | Uwagi        |
| --- | ----------------- | -- | -- | -- | -- | -- | -- | ---- | ------------ |
| 1   | Cruz Azul         | 38 | 14 | 13 | 11 | 47 | 38 | 41   | Ćwierćfinały |
| 2   | Tigres UANL       | 38 | 14 | 12 | 12 | 55 | 58 | 40   | Ćwierćfinały |
| 3   | U. de Guadalajara | 38 | 9  | 15 | 14 | 47 | 58 | 33   |              |
| 4   | Oaxtepec          | 38 | 12 | 9  | 17 | 45 | 62 | 33   |              |
| 5   | Club León         | 38 | 11 | 10 | 17 | 51 | 58 | 32   |              |

## Finały

### Ćwierćfinały
|  | Monterrey | 1 – 1 | América | Monterrey |
|  |           |       |         |           |

|  | América | 1 – 0 | Monterrey | Meksyk |
|  |         |       |           |        |

|  | Tigres UANL | 1 – 0 | Pumas UNAM | Monterrey |
|  |             |       |            |           |

|  | Pumas UNAM | 3 – 0 | Tigres UANL | Meksyk |
|  |            |       |             |        |

|  | Cruz Azul | 1 – 2 | Atlante | Meksyk |
|  |           |       |         |        |

|  | Atlante | 1 – 2 k. 2-4 | Cruz Azul | Meksyk |
|  |         |              |           |        |

|  | Guadalajara | 1 – 0 | Estudiantes Tecos | Guadalajara |
|  |             |       |                   |             |

|  | Estudiantes Tecos | 1 – 0 k. 8-9 | Guadalajara | Guadalajara |
|  |                   |              |             |             |

### Półfinały
|  | Cruz Azul | 0 – 2 | América | Meksyk |
|  |           |       |         |        |

|  | América | 0 – 0 | Cruz Azul | Meksyk |
|  |         |       |           |        |

|  | Guadalajara | 2 – 1 | Pumas UNAM | Guadalajara |
|  |             |       |            |             |

|  | Pumas UNAM | 2 – 1 k. 3-5 | Guadalajara | Meksyk |
|  |            |              |             |        |

### Finał
|  | Guadalajara | 2 – 2 | América | Guadalajara |
|  |             |       |         |             |

|  | América | 3 – 1 | Guadalajara | Meksyk |
|  |         |       |             |        |